# Pols ultracurt
En òptica, un pols ultracurt, també conegut com a esdeveniment ultraràpid, és un pols electromagnètic la durada del temps és de l'ordre d'un picosegundo (10−12 segons) o menys. Aquests polsos tenen un espectre òptic de banda ampla i es poden crear mitjançant oscil·ladors bloquejats en mode. L'amplificació de polsos ultracurts requereix gairebé sempre la tècnica de l'amplificació de polsos xirpats, per tal d'evitar danys al mitjà de guany de l'amplificador.
Es caracteritzen per una intensitat màxima alta (o més correctament, irradiància) que normalment condueix a interaccions no lineals en diversos materials, inclòs l'aire. Aquests processos s'estudien en el camp de l'òptica no lineal.
A la literatura especialitzada, "ultrascurt" es refereix al rang de femtosegons (fs) i picosegons (ps), encara que aquests polsos ja no tenen el rècord dels polsos més curts generats artificialment. De fet, s'han informat polsos de raigs X amb durades a l'escala de temps attosegon.
El Premi Nobel de Química de 1999 va ser atorgat a Ahmed H. Zewail, per l'ús de polsos ultracurts per observar reaccions químiques en les escales de temps en què es produeixen, obrint el camp de la femtoquímica. També es va concedir un altre premi Nobel, el Premi Nobel de Física 2023, per als polsos ultracurts. Aquest premi va ser atorgat a Pierre Agostini, Ferenc Krausz i Anne L'Huillier pel desenvolupament de polsos d'atosegons i la seva capacitat per sondejar la dinàmica d'electrons.

Un pols ultracurt de llum positivament en el domini del temps.

## Definició
No hi ha una definició estàndard de pols ultracurt. Normalment, l'atribut "ultrascurt" s'aplica als polsos amb una durada d'unes poques desenes de femtosegons, però en un sentit més ampli, qualsevol pols que duri menys d'uns pocs picosegons es pot considerar ultracurt. La distinció entre "Ultrascurt" i "Ultrafast" és necessària ja que la velocitat a la qual es propaga el pols és una funció de l'índex de refracció del medi a través del qual viatja, mentre que "Ultrascurt" es refereix a l'amplada temporal del paquet d'ona de pols.
Un exemple comú és un pols gaussià xip, una ona l'amplitud de camp de la qual segueix un embolcall gaussià i la fase instantània de la qual té un escombrat de freqüència.

### Rerefons
El camp elèctric real corresponent a un pols ultracurt oscil·la a una freqüència angular ω0 corresponent a la longitud d'ona central del pols. Per facilitar els càlculs, es defineix un camp complex E(t). Formalment, es defineix com el senyal analític corresponent al camp real.
La freqüència angular central ω 0 normalment s'escriu explícitament en el camp complex, que es pot separar com una funció d'intensitat temporal I(t) i una funció de fase temporal ψ(t):
{\displaystyle E(t)={\sqrt {I(t)}}e^{i\omega _{0}t}e^{i\psi (t)}}
L'expressió del camp elèctric complex en el domini freqüencial s'obté a partir de la transformada de Fourier de E(t):
{\displaystyle E(\omega )={\mathcal {F}}(E(t))}
A causa de la presència del {\displaystyle e^{i\omega _{0}t}} terme, E(ω) es centra al voltant de ω0, i és una pràctica habitual referir-se a E(ω-ω0) escrivint només E(ω), cosa que farem a la resta d'aquest article.
Igual que en el domini del temps, en el domini de la freqüència es pot definir una funció d'intensitat i fase:
{\displaystyle E(\omega )={\sqrt {S(\omega )}}e^{i\phi (\omega )}}
La quantitat {\displaystyle S(\omega )} és la densitat espectral de potència (o simplement, l'espectre) del pols, i {\displaystyle \phi (\omega )} és la densitat espectral de fase (o simplement fase espectral). Un exemple de funcions de fase espectral inclou el cas on {\displaystyle \phi (\omega )} és una constant, en aquest cas el pols s'anomena pols limitat per ample de banda, o on {\displaystyle \phi (\omega )} és una funció quadràtica, en aquest cas el pols s'anomena pols xip a causa de la presència d'un escombrat de freqüència instantani. Aquest xiulet es pot adquirir quan un pols es propaga a través de materials (com el vidre) i es deu a la seva dispersió. Dóna lloc a un eixampament temporal del pols.
Les funcions d'intensitat: temporals {\displaystyle I(t)} i espectral {\displaystyle S(\omega )} —Determineu la durada del temps i l'amplada de banda de l'espectre del pols. Tal com indica el principi d'incertesa, el seu producte (de vegades anomenat producte d'amplada de banda de temps) té un límit inferior. Aquest valor mínim depèn de la definició utilitzada per a la durada i de la forma del pols. Per a un espectre determinat, el producte mínim d'amplada de banda de temps i, per tant, el pols més curt, s'obté mitjançant un pols limitat per transformació, és a dir, per a una fase espectral constant. {\displaystyle \phi (\omega )}. Els valors elevats del producte temps-ample de banda, en canvi, indiquen un pols més complex.

## Aplicacions

### Material avançat micro/nanoprocessament 3D
Durant l'última dècada s'ha estudiat àmpliament la capacitat dels làsers de femtosegons per fabricar estructures i dispositius complexos de manera eficient per a una gran varietat d'aplicacions. Es poden utilitzar tècniques de processament làser d'última generació amb polsos de llum ultracurts per estructurar materials amb una resolució de submicròmetre. L'escriptura làser directa (DLW) de fotoresistències adequades i altres mitjans transparents pot crear cristalls fotònics tridimensionals (PhC), components micro-òptics, reixes, bastides d'enginyeria de teixits (TE) i guies d'ones òptiques. Aquestes estructures són potencialment útils per potenciar aplicacions de nova generació en telecomunicacions i bioenginyeria que es basen en la creació de peces en miniatura cada cop més sofisticades. La precisió, la velocitat de fabricació i la versatilitat del processament làser ultraràpid el converteixen en una eina industrial vital per a la fabricació.

### Micromecanitzat
Entre les aplicacions del làser femtosegon, s'ha experimentat la microtexturització de superfícies d'implants per a la millora de la formació òssia al voltant dels implants dentals de zirconi. La tècnica va demostrar ser precisa amb un dany tèrmic molt baix i amb la reducció dels contaminants superficials. Estudis posteriors amb animals van demostrar que l'augment de la capa d'oxigen i les micro i nanocaracterístiques creades per la microtexturització amb làser de femtoseguons van donar lloc a majors taxes de formació òssia, major densitat òssia i estabilitat mecànica millorada.

### Polimerització multifotònica
La polimerització multifotònica (MPP) destaca per la seva capacitat de fabricar estructures a micro i nanoescala amb una precisió excepcional. Aquest procés aprofita la potència concentrada dels làsers de femtosegons per iniciar reaccions de fotopolimerització altament controlades, elaborant construccions tridimensionals detallades. Aquestes capacitats fan que MPP sigui essencial per crear geometries complexes per a aplicacions biomèdiques, inclosa l'enginyeria de teixits i la fabricació de microdispositius, destacant la versatilitat i precisió dels làsers de pols ultracurt en processos de fabricació avançats.